# Provincie Brescia
Brescia (Provincia di Brescia) je italská provincie v oblasti Lombardie. Sousedí na severu a severozápadě s provincií Sondrio, na západě s provincií Bergamo, na jihu a jihozápadě s provincií Cremona, na jihu s provincií Mantova, na východě s provinciemi Verona a Trento.